# Desplazamiento inducido por el desarrollo
El desplazamiento inducido por el desarrollo es el traslado forzoso de comunidades e individuos fuera de sus hogares, a veces incluso de sus tierras de origen, causado por el desarrollo económico y se considera un subtipo de migración forzosa. 

## Relación del término con el desarrollo
Este tipo de movilización de comunidades ha ido asociada a la construcción de presas para suministro de energía hidroeléctrica e irrigación, pero también se ha dado por actividades como la minería, la creación de instalaciones militares, aeropuertos, plantas industriales, campos de prueba de armamento, ferrocarriles, construcción de autopistas, urbanización, proyectos de conservación medioambiental, etc.

## Afectaciones poblacionales
Al menos 15 millones de personas cada año se ven obligados a abandonar sus hogares como consecuencia de proyectos de desarrollo; sobre todo, aquellas de comunidades, localidades o poblados étnicos y rurales y zonas urbanas marginales.
La falta de políticas de rehabilitación para las personas inmigrantes significa que a menudo se compensa sólo monetariamente sin los mecanismos adecuados para hacer frente a las quejas o apoyo político para mejorar sus medios de subsistencia.
Además, se tienen registros que demuestran que los desplazamientos causados por el desarrollo afectan más a las mujeres, pues la violencia doméstica aumenta, en algunas ocasiones relacionado al aumento de consumo de alcohol por parte de sus cónyuges.

## Ayuda humanitaria
Las agencias de ayuda humanitaria y los programas gubernamentales dirigen sus esfuerzos en asistir a las víctimas del desplazamiento económico para asegurar que su trabajo no vaya en contra de los procesos destinados a abordar las causas fundamentales del conflicto. El Instituto para el Desarrollo aboga por la búsqueda de soluciones duraderas para la recuperación de los desplazados más allá del corto plazo, retorno, reubicación y los procesos de integración local.
El Consejo Noruego para los Refugiados y el Centro de Desplazamiento Interno, tienen una sección en línea para el apoyo de las personas desplazadas por el desarrollo. 

## Ejemplo de personas desplazadas por el desarrollo en elsigloXXI
- Presa de las Tres Gargantas en China
- Presa de Tokuyama en Japón
- Donji Milanovac y la planta de energía hidroeléctrica de Đerdap
- Proyectos de desarrollo del valle de Narmada en India